# 鄒捷 (西晉)
鄒捷（3世紀—4世紀），字太應，南陽郡新野縣（今河南省南陽市）人。鄒湛子，有文才。永康年間任散騎侍郎。

## 生平
趙王司馬倫密謀篡逆，鄒捷與陸機等人共同作晉惠帝禪讓文。
永寧元年（公元301年）司馬倫兵敗被誅殺，鄒捷等人被交付廷尉治罪，後來被赦免。之後被任命為太傅參軍。永嘉末，鄒捷去世。

## 金谷二十四友
賈謐、郭彰、石崇、陸機、陸雲、和郁及滎陽潘岳、清河崔基、勃海歐陽建、蘭陵繆徵、京兆杜斌、摯虞、琅邪諸葛詮、弘農王粹、襄城杜育、鄒捷、齊國左思、沛國劉瑰、周恢、安平牽秀、穎川陳眕、高陽許猛、彭城劉訥、中山劉輿、輿弟劉琨皆阿附於賈謐，號曰二十四友。